# الجوهرة بنت عثمان بن محمد بن معمر
الجوهرة بنت عثمان بن محمد بن معمر، هي زوجة الإمام عبدالعزيز بن محمد بن سعود، والابنة الوحيدة لأمير العيينة عثمان بن معمر، وسميت على اسم عمة والدها الجوهرة بنت عبد الله ابن معمر التي كانت تحظى بمكانة خاصة عند ابن أخيها عثمان بن معمر.

## حياتها
عندما بلغت سن الرشد تزوج بها الإمام عبد العزيز بن محمد بن سعود (1179-1218هـ / 1765-1803م) وعلت منزلتها بعد إنجابها أكبر أولاده سعود، الذي تولى حكم الدولة السعودية الأولى بعد وفاة والده، وبالتالي فهي ابنة حاكم، وزوجة حاكم، ووالدة حاكم.
وأنجبت للإمام عبد العزيز ابنًا آخر وهو محمد الذي توفي قبل حصار الدرعية عام 1233هـ/1818م.